# 波状截腹蛛
波状截腹蛛（学名：Pistius undulatus）为蟹蛛科截腹蛛属的动物。分布于日本、朝鲜、欧洲以及中国大陆的黑龙江、吉林、辽宁、内蒙古、河北、山西、山东、陕西、河南、浙江等地。该物种的模式产地在日本。